# Microgadus
Microgadus – rodzaj ryb z rodziny dorszowatych (Gadidae).

## Zasięg występowania
Wzdłuż amerykańskich wybrzeży północnego Oceanu Spokojnego i północnego Oceanu Atlantyckiego.

## Klasyfikacja
Gatunki zaliczane do tego rodzaju:
- Microgadus proximus – tomkod pacyficzny[3], dorszyk pacyficzny[4]
- Microgadus tomcod – tomkod atlantycki[3]